# Adrian Quist
Adrian Quist, fullständigt namn Adrian Karl Quist, född 4 augusti 1913, Medindia, Australien, död 17 november 1991, var en australisk högerhänt tennisspelare med framgångar framför allt som dubbelspelare med en "karriär Grand Slam" bland meriterna.
Adrian Quist upptogs 1984 i International Tennis Hall of Fame.

## Tenniskarriären
Adrian Quist var, vid sidan av landsmannen John Bromwich, Australiens skickligaste dubbelspelare från andra halvan av 1930-talet till 1950. Tillsammans vann de båda 10 Grand Slam (GS)-titlar i dubbel, den första 1938 i Australiska mästerskapen (finalseger över det tyska paret Gottfried von Cramm/Henner Henkel, 7-5, 6-4, 6-0) och den sista 1950 i Wimbledonmästerskapen (finalseger över Geoff Brown/O. Sidwell, 7-5, 3-6, 6-3, 3-6, 6-2).
Paret Quist/Bromwich var ytterst samspelt och betraktades periodvis som praktiskt taget oslagbart. I Grand Slam-turneringar finalbesegrade australiensarna också par bestående av världsspelare som Frank Sedgman/Ken McGregor och Eric Sturgess/Jaroslav Drobny. Quist spelade framgångsrik dubbel också med landsmännen Jack Crawford (2 GS-titlar, Franska mästerskapen och Wimbledon) och Don Turnbull (2 GS-titlar, båda i Australiska mästerskapen).
Quist hade också stora framgångar som singelspelare och vann 3 GS-titlar, samtliga i Australiska mästerskapen, där han finalbesegrade Jack Crawford (1936 och 1940) och John Bromwich (1948).
Han deltog i det amerikanska Davis Cup-laget 1933-39, 1946 och 1948. Han spelade totalt 56 matcher av vilka han vann 43. Han deltog i det segrande laget 1936 och 1939.

## Spelaren och personen
Adrian Quist var en kort men kraftigt byggd person med hårda grundslag som han placerade med stor precision. Han spelade dessutom god volley och har karakteriserats som en "all court player" (begreppet belyses i artikeln tennis, spelstrategier). Hans spel lämpade sig väl för dubbelspel, men han var också en mycket skicklig singelspelare.

## Grand Slam-titlar
- Australiska mästerskapen
  - Singel - 1936, 1940, 1948
  - Dubbel - 1936, 1937, 1938, 1939, 1940, 1946, 1947, 1948, 1949, 1950
- Franska mästerskapen
  - Dubbel -1935
- Wimbledonmästerskapen
  - Dubbel - 1935, 1950
- Amerikanska mästerskapen
  - Dubbel -1939